# 조선민주주의인민공화국 지방공업성
지방공업성(地方工業省)은 조선민주주의인민공화국의 내각 중앙 행정기관이다. 지방의 공업 전반 업무를 담당한다.

## 연혁
- 2009년6월 7일 - 식료일용공업성 설치[1]
- 2018년4월 30일 - 지방공업성 변경[2][3][4]

## 조직
- 지방공업상:
- 제1부상:
- 부상:
- 당 부위원장:

## 산하 외청
- 식료공업연구원
  - 식료연구소
  - 발효연구소
  - 식료기계연구소
- 각지 식료공장
  - 평약밀가루종합가공공장
  - 평양기초식품공장
  - 송도원종합식료공장
  - 갈마식료공장
  - 백운산종합식료공장
  - 해주종합식료공장